# Лепонтійська мова
Лепонтійська мова — мертва континентальна кельтська мова, на якій говорили на частині терену Реції і Цизальпійської Галлії (сьогоденна Північна Італія) у 550 — 100 р. до Р.Х.. Письмові пам'ятки лепонтійської мови, знайдені в районі навколо Лугано, Швейцарія, і озер Комо і Лаго-Маджоре Італія.

## Класифікація

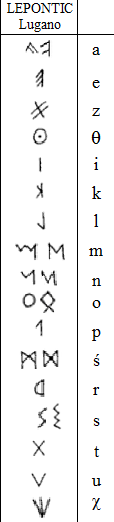
Леопонтська абетка

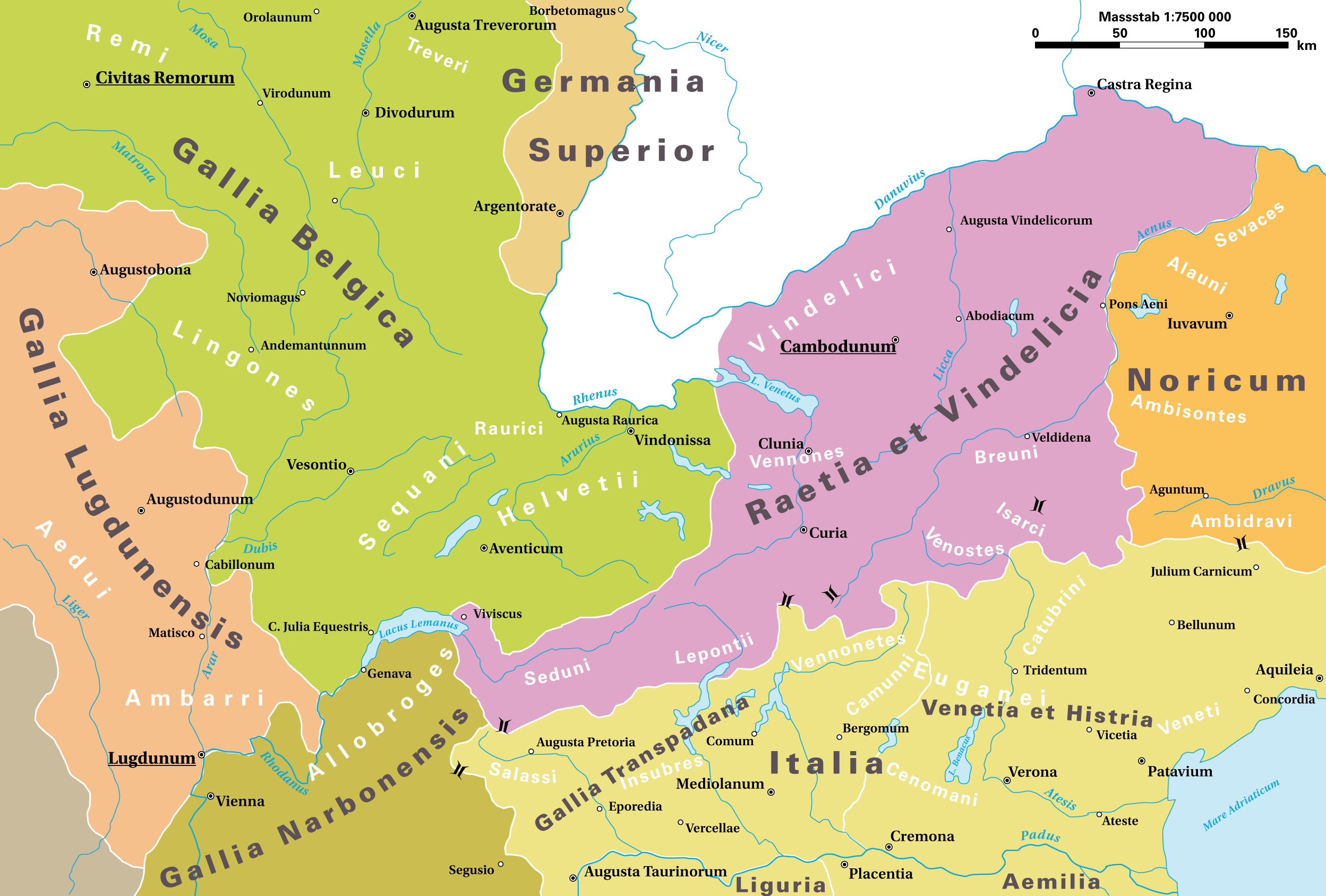
Розповсюдження леопонтійської мови

Щодо місця лепонтійської мови у кельтській групі у вчених немає повної згоди: так, Й. Ф. Ешка вважає його діалектом галльської мови, в той час як Патриція де Бернардо-Штемпель вважає, що найраніші пам'ятки, які традиційно відносять до лепонтійської, є одним з протокельтських діалектів.
Лепонтійска мова відома за кількома написами, створеними за допомогою абетки Лугано — однієї з італійських абеток, що має походження від етруської.
Лепонтійці були асимільовані спочатку галлами при заселенні тими долини річки По, а потім — римлянами, з поширенням влади Риму над Цизальпійську Галлію наприкінці II-початку I століття до Р. Х..
Раніше оскаржувалася приналежність всіх цих написів до кельтських мов; вважали що багато (зокрема, всі без винятку найдавніші) написані на якійсь індоєвропейській, але не кельтській мові, спорідненій лігурійській. Пропонувалося вважати лепонтійську некельтською мовою, а кельтські написи відносити до Цизальпійської галльської. Після робіт  М. Лежена встановилася нинішня точка зору на лепонтійську як окрему кельтську мову. В останні роки з'явилося думка, що лепонтійська є діалектом галльської (тут, правда, слід пам'ятати, що саме поняття «галльська мова» є вельми розпливчастим і включає, ймовірно, безліч різних діалектів, до того ж зафіксованих в різний час).
Назва «лепонтійська мова» походить від племені лепонтіїв, які займали частину території стародавньої Реції, а саме область на кордоні сьогоденної Італії і Швейцарії. Проте багато кельтологів використовують цю назву для всіх кельтських діалектів древньої Італії. Таке вживання заперечується тими, хто вважає лепонтіїв древнім населенням цих місцевостей, відмінним від тих «галльських» племен, що перейшли через Альпи вже в історичний час.
Найдавніші лепонтійські написи датуються V століттям до Р. Х.. : напис з Кастелетто-Тічино датується VI ст. до Р. Х., а з Сесто-Календе — ймовірно, навіть VII ст. до н. е.. Творців цих написів сьогодні іноді ідентифікують з носіям культури Голасекка, яку деякі вважають кельтською. Час вимирання лепонтійської мови визначається тільки по відсутності пізніх пам'ятників.

## Лінгвістичні особливості
Лепонтійська багато в чому представляє дуже архаїчний етап розвитку кельтських мов: у ній, ймовірно, зберігається (у вигляді фрикативного) індоєвропейське */p/ між голосними (зникла в цій позиції у всіх інших кельтських мовах), засвідчена архаїчна форма перфекту від деномінатівних дієслів на */- tu/ (karnitus). З іншого боку, лепонтійська має інновації: найпомітніша - перехід  *kw в p (як у галльській і бритських мовах):  latumarui sapsutaipe 'Латумару і Сапсуте' (пор. лат. -que 'й', кельтіберійське  -Cue).

## Ресурси Інтернету
- Free, online lexicon of Lepontic MediaWiki